# Гизен
Гизен (нем. Giesen) — община в Германии, в земле Нижняя Саксония.
Входит в состав района Хильдесхайм. Население составляет 9794 человека (на 31 декабря 2010 года). Занимает площадь 33,90 км².
Коммуна подразделяется на 5 сельских округов.
| Год  | Население |
| ---- | --------- |
| 1990 | 8 375     |
| 1995 | 8 794     |
| 2000 | 9 776     |
| 2005 | 10 023    |
| 2010 | 9 814     |

## Города-побратимы
- Шабане (Франция, с 1976)[4]